# Sansevieria bacularis
Sansevieria bacularis är en sparrisväxtart som beskrevs av H. Pfennig, A.Butler och Stephen Jankalski. Sansevieria bacularis ingår i släktet bajonettliljor, och familjen sparrisväxter. Inga underarter finns listade i Catalogue of Life.